# TK 85
O TK 85 foi um clone do Sinclair ZX81, desenvolvido no Brasil pela Microdigital Eletrônica Ltda. num gabinete semelhante ao do ZX Spectrum. Utilizava o microprocessador Z-80A de 8 bits e foi comercializado a partir de Março de 1983 em versões de 16 kiB e 48 kiB de memória RAM.
Como o ZX81 era baseado em um circuito integrado customizado para a Sinclair Research (o ULA), o TK85 usava o mesmo projeto básico do ZX80, acrescido de um circuito gerador de interrupção não-mascarável (circuito SLOW), uma ROM de 8 kiB com BASIC de ponto flutuante, uma EPROM adicional de 2 kiB com funções de armazenamento, e 16 ou 48 kiB de memória RAM na própria placa do computador. No projeto do TK85 também foi incluso um gerador de som usando o chip AY-3-8912 (compatível com a placa de expansão ZonX-81 da Bi-Pak) na própria placa mãe. Embora não vinha instalado de fábrica, é possível adquirir as peças e instalá-los.
As vezes é confundido com o Timex Sinclair 1500 que foi lançado posteriormente (Julho de 1983).

## Características[4]
- Processador:
  - Zilog Z-80A @ 3,25 Mhz
- Memória:
  - ROM: 10 kiB
  - RAM: 16/48 kiB
- Teclado: teclado chiclete de 40 teclas
- Display:
  - 32 X 24 texto
  - 64 x 48 ("semi-gráfico")
- Expansão:
  - 1 conector de expansão tipo "edge" de 2 x 23 pinos, compatível com a maioria dos acessórios do ZX81.
- Portas:
  - Entrada de alimentação de 9V CC
  - 1 entrada para joystick, usando soquete DIN-6-07M, conectado em paralelo com as teclas 5, 6, 7, 8 e 0 do teclado. Nos últimos modelos fabricados, utilizava um soquete DB-9 para joystick (o mesmo conector do Atari 2600, embora com pinagem incompatível)
  - Saída de audio mono para conectar na entrada de áudio de um gravador K7 (MIC)
  - Entrada de audio mono para conectar na saída de áudio de um gravador K7 (EAR)
  - 1 saída para TV (modulador RF, canal 3 VHF)
- Armazenamento externo:
  - Gravador de fita K7 (a 300/4200 baud)
- Dimensões: 23,5 cm × 14,3 cm × 4cm
- Peso: 0,5 kg